# Герб сельского поселения Алакуртти
Герб сельского поселения Алакуртти является официальным символом «муниципального образования сельское поселение Алакуртти Кандалакшского района» Мурманской области Российской Федерации.

## Описание герба
«В лазоревом и червленом поле, разбитом косвенно начетверо над серебряной узкой стеннозубчатой оконечностью — положенные поверх деления серебряные, с золотыми эфесами, мечи накрест, сопровождаемые вверху в лазури золотым северным сиянием, и поверх мечей — золотой ключ в пояс».
Герб сельского поселения Алакуртти может воспроизводиться с вольной частью в соответствии со ст. 7 п. 2 Закона Мурманской области «О гербе и флаге Мурманской области» № 491-01-ЗМО от 1 июля 2004 года.
Герб сельского поселения Алакуртти в соответствии с Методическими рекомендациями по разработке и использованию официальных символов муниципальных образований (Раздел 2, Глава VIII, п.п. 45-46), утверждёнными Геральдическим советом при Президенте Российской Федерации 28 июня 2006 года может воспроизводиться со статусной короной установленного образца.

## Обоснование символики
Герб поселения составлен с учётом местных особенностей: сельское поселение Алакуртти с подведомственной территорией известно в истории Великой Отечественной войны 1941-45 гг. тем, что именно здесь, на рубеже армии национал-социалистической Германии, 17 сентября 1941 года, были остановлены германско-финляндские войска, а в сентябре 1944 года отсюда началось наступление советских войск на Кандалакшском направлении. Это историческое событие нашло отражение в гербе поселения в виде двух перекрещенных мечей. Символика меча многозначна: символ защиты, активной силы, мужества и бдительности, власти и правосудия. Сельское поселение Алакуртти расположено на границе с Финляндией, с начала советской (российской) истории села в нём дислоцируются войсковые части Министерства обороны и пограничный отряд, а с 2002 года открыт международный контрольно-пропускной пункт «Салла», что отражено ключом — символом охраны и безопасности и специальным геральдическим приемом — стенозубчатым делением. Изображение жёлтого сияния символизирует то, что поселение находится за Полярным кругом.
Красный цвет — символ кровопролитных боев, символ мужества, жизнеутверждающей силы, праздника и труда. Лазурное поле символизирует мирное небо послевоенных лет. Лазурь также символ возвышенных устремлений, искренности, преданности, возрождения. золото — символ высшей ценности, величия, великодушия, богатства, урожая. серебро — символ чистоты, ясности, открытости, божественной мудрости, примирения.

## История герба
В начале 2000-х годов предпринимались попытки создать проект герба сельского поселения. Даже были выпущены два сувенирных значка с геральдической эмблемой Алакуртти. На одной из эмблем, больше похожей на пейзаж, но с гербовыми элементами, изображено: на геральдическом щите французской формы  серебряные сопки с тремя вершинами, над которыми всходит золотое солнце в голубом небе. На фоне сопок три зелёные ели в разброс и силуэт лося за ними. Основание щита скощено слева, пересечено дважды голубым, красным и зеленым полем, на последнем красная пятиконечная звезда, окаймленная золотом. На втором значке, выполненном также в виде геральдического щита французской формы были изображены: пограничный столб разделяющий эмблему на синее и голубое поле, в которых размещены по одной зелёной ели. Данные эмблемы не получили статус герба сельского поселения.
Герб муниципального образования Алакуртти был утверждён 28 октября 2010 года решением Совета депутатов № 32 и на основании решения Геральдического совета при Президенте РФ от 17 декабря 2010 года (протокол № 57) внесен в Государственный геральдический регистр Российской Федерации под № 6533.
Герб был разработан при содействии Союза геральдистов России. Авторы герба: идея герба — Сергей Соколов (с. Алакуртти); геральдическая доработка — Константин Мочёнов (Химки); художник и компьютерный дизайн — Ирина Соколова (Москва); обоснование символики — Сергей Соколов (с. Алакуртти) .
.